# Inés Martín Rodrigo
Inés Martín Rodrigo (Madrid, 1983.) spanyol író, újságíró. Második regényével 2022-ben elnyerte az irodalmi Nadal-díjat.

## Élete és munkássága
A madridi Complutense Egyetemen szerzett újságírói diplomát. Az ABC című újság Kultúra rovatának és a lap kulturális mellékletének szerkesztője.
2016-ban debütált Azules son las horas című regényével, mely Sofía Casanova spanyol író életén alapul. 2019-ben a Spanyol Nemzetközi Fejlesztési Együttműködési Ügynökség (AECID) beválasztotta a "10 a 30-asból" program első évfolyamába. A program célja tíz 30 és 40 év közötti spanyol író munkásságának megismertetése és külföldi népszerűsítése. Martín Rodrigo előszót írt David Foster Wallace, Virginia Woolf és Carmen Laforet műveinek spanyol kiadásához.
Második regénye, a Las formas del querer 2022-ben jelent meg. Ez a munkája 2022-ben elnyerte a rangos Nadal-díjat.

## Munkái
- Azules son las horas (Espasa, Madrid, 2016) [regény]
- David Foster Wallace, el genio que no supo divertirse (Esszé). In: La obra David Foster Wallace. Portátil. Random House, 2016.
- Una habitación compartida. Conversaciones con grandes escritoras (Beszélgetések Ida Vitale, Zadie Smith, Elena Poniatowska és Margaret Atwood írókkal. Debate, 2020)
- Giselle (Tres Hermanas, 2020) [Illusztrált gyerekkönyv]
- Las formas del querer (Destino, Barcelona, 2022).

## Fordítás
- Ez a szócikk részben vagy egészben  a   cikk címe című német Wikipédia-szócikk ezen változatának fordításán alapul.  Az eredeti cikk szerkesztőit annak laptörténete sorolja fel. Ez a jelzés csupán a megfogalmazás eredetét és a szerzői jogokat jelzi, nem szolgál a cikkben szereplő információk forrásmegjelöléseként.